# Coquillettomyia bidens
Coquillettomyia bidens är en tvåvingeart som beskrevs av Boris Mamaev 1973. Coquillettomyia bidens ingår i släktet Coquillettomyia och familjen gallmyggor. Inga underarter finns listade i Catalogue of Life.